# Diego de Villarroel
Diego de Villarroel nacido como Diego González de Villarroel y Aguirre Meneses (Villafranca del Puente del Arzobispo de Toledo, España, ca. 1520 - Santiago del Estero, gobernación del Tucumán, 1580) era un hidalgo, militar, conquistador y colonizador español que fuera nombrado en 1554 como segundo alcalde de primer voto de la ciudad de Santiago del Estero y posteriormente como teniente general de la gobernación del Tucumán desde 1565, para fundar la nueva ciudad homónima que sería centro administrativo de su jurisdicción territorial, la cual gestionó con el título global de teniente de gobernador general de San Miguel de Tucumán. Ocuparía el cargo de teniente general hasta 1567, exceptuando unos meses que fuera ocupado por el capitán Gaspar de Medina, y el de teniente de gobernador hasta 1569.

## Biografía hasta la rebelión de los encomenderos

### Origen familiar y primeros años
Diego de Villarroel había nacido hacia 1520 en la localidad de Villafranca del Puente del Arzobispo, dentro del Reino de Toledo que formaba parte de la Corona española, siendo hijo de Pedro González de Villarroel (n. ib., ca. 1490) —cuyo padre era Diego González de Villarroel (n. ib., 1458) y su abuelo Pedro González de Villarroel (n. ca. 1428)— y de Isabel de Meneses Aguirre y de la Rúa (n. Talavera de la Reina, 1494), la hermana mayor del gobernador Francisco de Aguirre, siendo sus progenitores el hidalgo Hernando de la Rúa (n. Valverde, Reino de Galicia de la Corona castellana, ca. 1464), contador de la Real Hacienda, y su segunda esposa Constanza de Meneses y Aguirre (n. Talavera de la Reina, 1488), propietaria de tierras en El Casar de Talavera.
Por lo tanto, Villarroel era bisnieto de Rodrigo "Perucho" de Aguirre (Irún o Fuenterrabía, País Vasco de la Corona castellana, ca. 1450 - Talavera de la Reina, 1506), jurado de los hidalgos de El Casar y alcaide vitalicio por los Reyes Católicos de los dos alcázares de Talavera de la Reina en 1476, y de su esposa desde 1486, Isabel de Meneses y Cornejo (n. Talavera de la Reina, ca. 1470) —una prima hermana de Pedro Alonso de Toledo, II marqués de Orellana la Vieja, cuya madre era Teresa de Meneses y Toledo casada con su tío segundo, Rodrigo de Orellana, I marqués y VI señor de Orellana la Vieja— que era una hija natural del entonces muy joven Francisco de Meneses y Toledo (n. ca. 1449 - f. 1526) quien fuera caballero de la Orden de Santiago y posteriormente se transformara en monje jerónimo del Real Monasterio de Santa María de Guadalupe, de la Extremadura castellana.
Los padres de este último eran Francisco de Meneses "el Santo"  (n. Talavera de la Reina, ca. 1420) y Elvira de Toledo (n. ib., ca. 1435), una prima de Fernando Álvarez de Toledo y Herrera, I conde de Oropesa, y bisnieta de García Álvarez de Toledo y Meneses (f. Ciudad Rodrigo, 1370), I señor de Oropesa. Sus abuelos paternos eran Fernando Álvarez de Meneses (n. ib., ca. 1380) —siendo todos de la ilustre Casa de Meneses— y Marta de Orellana (n. Trujillo, ca. 1400), hermana de Diego de Orellana "el Bueno", que testara en el año 1464, e hijos de García de Orellana, IV señor de Orellana la Vieja.

### Labor conquistadora en Sudamérica y la rebelión pizarrista
Diego de Villarroel viajó a la América española en 1546 a temprana edad, con Pedro de La Gasca y Rodrigo de Cepeda (1514-1557), el hermano de santa Teresa de Jesús. Se instaló en Lima —que había sido fundada diez años atrás, el 18 de enero de 1535— y continuaría allí con la labor conquistadora del territorio.
Cuando surgió la rebelión de Gonzalo Pizarro y los encomenderos apoyó a La Gasca quien para ese entonces fuera el gobernador interino del nuevo Virreinato del Perú. Por tal razón se dice de Villarroel que fue: 

“uno de los primeros descubridores de los reinos de Perú y de Chile, y que en la rebelión que hubo en el Perú en sus principios, se halló siempre en la parte de Su Majestad, que Dios guarde, y con el Señor Inquisidor don Pedro de la Gasca, presidente de la ciudad de los Reyes”.

Bajo la vanguardia del capitán Pedro de Valdivia y acompañados por Juan de Garay al mando de La Gasca y los capitanes Alonso de Alvarado y Francisco Hernández Girón, Villarroel participó contra Pizarro y Francisco de Carvajal en la batalla de Jaquijaguana, el 9 de abril de 1548, acontecida en el valle de Sacsahuana que está ubicado a unos 25 km del Cuzco.
Hernández Girón, quien además fuera encomendero del Cuzco, consideraba que sus servicios a la Corona española no estaban bien remunerados, a lo que sumó su oposición a la aplicación de las Leyes Nuevas —que habían sido llevadas por el entonces virrey Blasco Nuñez Vela y sancionadas por el emperador Carlos V, en Madrid el 20 de noviembre de 1542, con el objetivo de mejorar el trato y calidad de vida de los aborígenes sometidos en la América española, además de mandar a quitar las encomiendas a los pizarristas— y por dicha razón lo llevaron a rebelarse en la noche del 12 de noviembre de 1553. De esta forma, Girón detuvo al corregidor del Cuzco mientras sus seguidores arrasaban su vivienda y, habiendo organizado un ejército de 900 hombres, se lo llevaron detenido hasta Lima.
La Real Audiencia de Lima, enterada de lo acontecido, armó un ejército al mando de Pedro de Meneses que no consiguió vencer a las fuerzas de Hernández Girón, por lo cual la Audiencia reorganizó sus fuerzas al mando del mariscal Alonso de Alvarado pero este también fue vencido en la batalla de Chuquinga, el 21 de mayo de 1554.
Finalmente, el 8 de octubre del mismo año, Diego de Villarroel participó con Jerónimo Luis de Cabrera, entre otros, en la batalla de Pucará en la que Hernández Girón fuera derrotado, pero logró escapar, y a los 2 meses fue detenido y llevado a Lima, en donde sería condenado a muerte y ejecutado a principios de diciembre del corriente. Con la muerte de ambos caudillos —Pizarro y Girón— culminarían las guerras civiles del virreinato peruano.

## Alcalde de Santiago del Estero
Posteriormente, cuando su tío Francisco de Aguirre partiera al Tucumán, Diego de Villarroel que ya estaba en Chile lo acompañó en toda la campaña que culminó con el arresto y extrañamiento del gobernador tucumano Juan Nuñez de Prado y en la fundación de Santiago del Estero de la que fue cabildante, siendo el primer año regidor y que en 1554 pasara a ser su alcalde, además de haberse convertido en encomendero santiagueño.

### Viaje a España y retorno
Al conocer Aguirre la muerte de Pedro de Valdivia y partir precipitadamente rumbo a Chile, Villaroel lo acompañó. En el período en que se discutía si Villagra o Aguirre obtendría la gobernación de Chile, Villarroel como procurador de Aguirre partió a España en 1555.
Luego de tener permiso para residir en Chile, Villarroel regresó de Europa en 1556 con su mujer María Maldonado de Torres y su hija Gabriela, y posteriormente partió con su tío Francisco de Aguirre a la ciudad de Santiago del Estero cuando este viajó para hacerse cargo de sus funciones de gobernador del Tucumán a finales de 1563, por mandato del virrey-conde Diego López de Zúñiga y Velasco y que casualmente había sido ordenado por real cédula del 29 de agosto del corriente.

## Teniente de gobernador general de San Miguel de Tucumán

### Fundador de San Miguel de Tucumán
En su carácter de lugarteniente general de Aguirre hasta mediados de 1566, fundó el 31 de mayo de 1565 por mandato de aquel la ciudad de «San Miguel de Tucumán y Nueva Tierra de Promisión», en el sitio conocido como Campos de Ibatín —unos 60 km al sudoeste del centro de la actual ciudad de San Miguel de Tucumán, y en la salida oriental de la Quebrada del Portugués— y se transformó de esta manera en el primer teniente de gobernador y capitán de la nueva ciudad y su territorio jurisdiccional.

### Cambio de residencia y fallecimiento
Entre enero y abril de 1578 Diego de Villarroel se trasladó de la ciudad de San Miguel de Tucumán, en la cual residía desde su fundación, a la de Santiago del Estero y fallecería allí en el año 1580, sin dejar fortuna.

## Matrimonio y descendencia
El conquistador Diego González de Villarroel y Aguirre Meneses se había unido en matrimonio en 1550 en Villafranca del Puente del Arzobispo con María Magdalena Maldonado de Torres (ib., 1522 - ib., 1594), hija única de Rodrigo de Torres Álvarez Ureña (n. Salamanca, 1490) y de Beatriz de Maldonado Chamiso (n. Salamanca, ca. 1500).
Diego de Villarroel y María Maldonado de Torres tuvieron cuatro hijos:
- Gabriela González de Villarroel[23][24] (n. Santiago del Estero, 1553) que se casó con el maestre de campo Juan Ramírez de Montalvo[21] (Logroño, ca. 1553  - ciudad de La Rioja, 1617)[25] quien fuera alcalde de Nuestra Señora de Talavera de Esteco,[25] siendo este un sobrino legítimo[24] del gobernador Juan Ramírez de Velasco.[24]

- Catalina de Villarroel y Maldonado[23][26] (Villafranca del Puente del Arzobispo, 1560 - Córdoba de la Nueva Andalucía, 13 de marzo de 1619) que se unió en matrimonio hacia 1582 en la ciudad de Córdoba de la gobernación del Tucumán, que formaba parte del entonces gran Virreinato del Perú, con el teniente de gobernador cordobés Pedro Luis de Cabrera y Martel[26] (Cuzco, ca. 1561 - Córdoba, 1632), siendo este el segundogénito del adelantado y gobernador tucumano Jerónimo Luis de Cabrera.[27]

- María Juana de Villarroel y Maldonado[23][28] (n. ca. 1562) que se enlazó hacia 1574[28] con el capitán Juan Juárez Baviano y Sánchez Garzón[28] (n. ca. 1552 - f. 1607),[28] un hijo del conquistador Juan Rodríguez Juárez[28] y de Catalina Garzón,[28] cuyo padre fuera otro conquistador llamado Gonzalo Sánchez Garzón[28] quien fuera uno de los primeros pobladores de la efímera Barco I y de Santiago del Estero. De María y Juan hubo cuatro hijos, dos de ellos varones y dos mujeres.[28]

- Pedro González de Villarroel[20][23][29][30] (Santiago del Estero, 1563 - ib., 1615) era un maestre de campo general que asistió a las fundaciones[20] de las ciudades de Salta[20] en 1582 y de La Rioja[20] en 1591, y se casó en la ciudad de Córdoba con su concuñada Petronila de la Cerda Cabrera y Martel[20][29][30] —por lo tanto, hija del adelantado y gobernador Jerónimo Luis de Cabrera, y nieta de Gonzalo Martel de la Puente y Guzmán, XII señor de Almonaster y alcalde de primer voto de Panamá— y con quien tuvo diez hijos, siendo uno de ellos el sargento mayor Pedro de Villarroel[20][31] (Santiago del Estero, ca. 1595 - Córdoba, 1649),[20] teniente de gobernador general de Córdoba[20] desde el 18 de agosto de 1631[20] hasta el 28 de enero de 1635,[32] y que participara desde 1630 a 1633 en la Segunda Guerra Calchaquí.[20] Petronila de la Cerda testaría el 23 de noviembre de 1630.

De una relación extramatrimonial previa a sus primeras nupcias tuvo por lo menos una hija: 
- María de Villarroel[22][33] (n. ca. 1546) que se matrimonió con el capitán Alonso de Cepeda[28][33] (n. Villaviciosa del Principado de Asturias, España, 1536 - f. ca. 1596)[34] quien fuera el teniente de gobernador de Santiago del Estero desde 1583 hasta 1596,[33] y como tal asumiría el gobierno interino del Tucumán de 1584 a 1586.[35] Del enlace entre Alfonso y María hubo dos hijos: Teresa y Diego de Cepeda Villarroel (n. 1580).

## Ancestros
| \| \| \| \| \| \| \| \| \| \| \| \| \| \| \| \| \| \| \| \| 16. N. González de Villarroel \| \| \| \| \| \| \| \| \| \| \| \| \| \| \| \| \| \| \| \| \| \| \| \| \| \| \| \| \| \| \| \| \| \| \| \| \| \| \| \| \| \| \| \| \| \| \| \| \| \| \| \| \| \| 8. Pedro González de Villarroel \| \| \| \| \| \| \| \| \| \| \| \| \| \| \| \| \| \| \| \| \| \| \| \| \| \| \| \| \| \| \| \| \| \| \| \| \| \| \| \| \| \| \| \| \| \| \| \| \| \| \| \| \| \| 17. NN. \| \| \| \| \| \| \| \| \| \| \| \| \| \| \| \| \| \| \| \| \| \| \| \| \| \| \| \| \| \| \| \| \| \| \| \| \| \| \| \| \| \| \| \| \| \| \| \| \| \| \| \| \| \| 4. Diego González de Villarroel \| \| \| \| \| \| \| \| \| \| \| \| \| \| \| \| \| \| \| \| \| \| \| \| \| \| \| \| \| \| \| \| \| \| \| \| \| \| \| \| \| \| \| \| \| \| \| \| \| \| \| \| \| \| 9. NN. \| \| \| \| \| \| \| \| \| \| \| \| \| \| \| \| \| \| \| \| \| \| \| \| \| \| \| \| \| \| \| \| \| \| \| \| \| \| \| \| \| \| \| \| \| \| \| \| \| \| \| \| \| \| 2. Pedro González de Villarroel \| \| \| \| \| \| \| \| \| \| \| \| \| \| \| \| \| \| \| \| \| \| \| \| \| \| \| \| \| \| \| \| \| \| \| \| \| \| \| \| \| \| \| \| \| \| \| \| \| \| \| \| \| \| 5. NN. \| \| \| \| \| \| \| \| \| \| \| \| \| \| \| \| \| \| \| \| \| \| \| \| \| \| \| \| \| \| \| \| \| \| \| \| \| \| \| \| \| \| \| \| \| \| \| \| \| \| \| \| \| \| 1. Diego González de Villarroel, II alcalde y encomendero de la ciudad de Santiago del Estero y I teniente de gobernador general de San Miguel de Tucumán \| \| \| \| \| \| \| \| \| \| \| \| \| \| \| \| \| \| \| \| \| \| \| \| \| \| \| \| \| \| \| \| \| \| \| \| \| \| \| \| \| \| \| \| \| \| \| \| \| \| \| \| \| \| 24. Hernán García de la Rúa \| \| \| \| \| \| \| \| \| \| \| \| \| \| \| \| \| \| \| \| \| \| \| \| \| \| \| \| \| \| \| \| \| \| \| \| \| \| \| \| \| \| \| \| \| \| \| \| \| \| \| \| \| \| 12. Hernán García de la Rúa, hidalgo de Valverde \| \| \| \| \| \| \| \| \| \| \| \| \| \| \| \| \| \| \| \| \| \| \| \| \| \| \| \| \| \| \| \| \| \| \| \| \| \| \| \| \| \| \| \| \| \| \| \| \| \| \| \| \| \| 25. Mencía García del Rincón \| \| \| \| \| \| \| \| \| \| \| \| \| \| \| \| \| \| \| \| \| \| \| \| \| \| \| \| \| \| \| \| \| \| \| \| \| \| \| \| \| \| \| \| \| \| \| \| \| \| \| \| \| \| 6. Hernando de la Rúa, contador de la Real Hacienda \| \| \| \| \| \| \| \| \| \| \| \| \| \| \| \| \| \| \| \| \| \| \| \| \| \| \| \| \| \| \| \| \| \| \| \| \| \| \| \| \| \| \| \| \| \| \| \| \| \| \| \| \| \| 26. N. Ramírez \| \| \| \| \| \| \| \| \| \| \| \| \| \| \| \| \| \| \| \| \| \| \| \| \| \| \| \| \| \| \| \| \| \| \| \| \| \| \| \| \| \| \| \| \| \| \| \| \| \| \| \| \| \| 13. Leonor Ramírez y Álvarez de Herrera \| \| \| \| \| \| \| \| \| \| \| \| \| \| \| \| \| \| \| \| \| \| \| \| \| \| \| \| \| \| \| \| \| \| \| \| \| \| \| \| \| \| \| \| \| \| \| \| \| \| \| \| \| \| 27. N. Álvarez de Herrera \| \| \| \| \| \| \| \| \| \| \| \| \| \| \| \| \| \| \| \| \| \| \| \| \| \| \| \| \| \| \| \| \| \| \| \| \| \| \| \| \| \| \| \| \| \| \| \| \| \| \| \| \| \| 3. Isabel de Meneses Aguirre y de La Rúa (hermana de Francisco de Aguirre, IV gobernador interino de Chile y I gobernador del Tucumán) \| \| \| \| \| \| \| \| \| \| \| \| \| \| \| \| \| \| \| \| \| \| \| \| \| \| \| \| \| \| \| \| \| \| \| \| \| \| \| \| \| \| \| \| \| \| \| \| \| \| \| \| \| \| 28. N. de Aguirre, señor del mayorazgo de Aguirre entre Vizcaya y Guipúzcoa \| \| \| \| \| \| \| \| \| \| \| \| \| \| \| \| \| \| \| \| \| \| \| \| \| \| \| \| \| \| \| \| \| \| \| \| \| \| \| \| \| \| \| \| \| \| \| \| \| \| \| \| \| \| 14. Rodrigo "Perucho" de Aguirre, jurado de los hidalgos de El Casar y alcaide vitalicio por los Reyes Católicos de los dos alcázares de Talavera de la Reina \| \| \| \| \| \| \| \| \| \| \| \| \| \| \| \| \| \| \| \| \| \| \| \| \| \| \| \| \| \| \| \| \| \| \| \| \| \| \| \| \| \| \| \| \| \| \| \| \| \| \| \| \| \| 29. NN \| \| \| \| \| \| \| \| \| \| \| \| \| \| \| \| \| \| \| \| \| \| \| \| \| \| \| \| \| \| \| \| \| \| \| \| \| \| \| \| \| \| \| \| \| \| \| \| \| \| \| \| \| \| 7. Constanza de Meneses y Aguirre, propietaria de tierras en El Casar \| \| \| \| \| \| \| \| \| \| \| \| \| \| \| \| \| \| \| \| \| \| \| \| \| \| \| \| \| \| \| \| \| \| \| \| \| \| \| \| \| \| \| \| \| \| \| \| \| \| \| \| \| \| 30. Francisco de Meneses y Toledo, caballero de la Orden de Santiago (sobrino nieto de Fernando Álvarez de Toledo y Herrera, I conde de Oropesa, y chozno de García Álvarez de Toledo y Meneses, I señor de Oropesa) \| \| \| \| \| \| \| \| \| \| \| \| \| \| \| \| \| \| \| \| \| \| \| \| \| \| \| \| \| \| \| \| \| \| \| \| \| \| \| \| \| \| \| \| \| \| \| \| \| \| \| \| \| \| 15. Isabel de Meneses y Cornejo (prima hermana de Pedro Alonso de Toledo, II marqués de Orellana la Vieja) \| \| \| \| \| \| \| \| \| \| \| \| \| \| \| \| \| \| \| \| \| \| \| \| \| \| \| \| \| \| \| \| \| \| \| \| \| \| \| \| \| \| \| \| \| \| \| \| \| \| \| \| \| \| 31. N. de Cornejo \| \| \| \| \| \| \| \| \| \| \| \| \| \| \| \| \| \| \| \| \| \| \| \| \| \| \| \| \| \| \| \| \| \| \| \| \| \| \| \| \| \| \| \| \| \| \| \| \| \| \| \| | |  |  |  |  |  |  |  |  |  |  |  |  |  |  |  |
| | |  |  |  |  |  |  |  |  |  |  |  |  |  |  |  |
| | 16. N. González de Villarroel |  |  |  |  |  |  |  |  |  |  |  |  |  |  |  |
| | |  |  |  |  |  |  |  |  |  |  |  |  |  |  |  |
| | |  |  |  |  |  |  |  |  |  |  |  |  |  |  |  |
| | 8. Pedro González de Villarroel |  |  |  |  |  |  |  |  |  |  |  |  |  |  |  |
| | |  |  |  |  |  |  |  |  |  |  |  |  |  |  |  |
| | |  |  |  |  |  |  |  |  |  |  |  |  |  |  |  |
| | 17. NN. |  |  |  |  |  |  |  |  |  |  |  |  |  |  |  |
| | |  |  |  |  |  |  |  |  |  |  |  |  |  |  |  |
| | |  |  |  |  |  |  |  |  |  |  |  |  |  |  |  |
| | 4. Diego González de Villarroel |  |  |  |  |  |  |  |  |  |  |  |  |  |  |  |
| | |  |  |  |  |  |  |  |  |  |  |  |  |  |  |  |
| | |  |  |  |  |  |  |  |  |  |  |  |  |  |  |  |
| | 9. NN. |  |  |  |  |  |  |  |  |  |  |  |  |  |  |  |
| | |  |  |  |  |  |  |  |  |  |  |  |  |  |  |  |
| | |  |  |  |  |  |  |  |  |  |  |  |  |  |  |  |
| | 2. Pedro González de Villarroel |  |  |  |  |  |  |  |  |  |  |  |  |  |  |  |
| | |  |  |  |  |  |  |  |  |  |  |  |  |  |  |  |
| | |  |  |  |  |  |  |  |  |  |  |  |  |  |  |  |
| | 5. NN. |  |  |  |  |  |  |  |  |  |  |  |  |  |  |  |
| | |  |  |  |  |  |  |  |  |  |  |  |  |  |  |  |
| | |  |  |  |  |  |  |  |  |  |  |  |  |  |  |  |
| | 1. Diego González de Villarroel, II alcalde y encomendero de la ciudad de Santiago del Estero y I teniente de gobernador general de San Miguel de Tucumán                                                            |  |  |  |  |  |  |  |  |  |  |  |  |  |  |  |
| | |  |  |  |  |  |  |  |  |  |  |  |  |  |  |  |
| | |  |  |  |  |  |  |  |  |  |  |  |  |  |  |  |
| | 24. Hernán García de la Rúa |  |  |  |  |  |  |  |  |  |  |  |  |  |  |  |
| | |  |  |  |  |  |  |  |  |  |  |  |  |  |  |  |
| | |  |  |  |  |  |  |  |  |  |  |  |  |  |  |  |
| | 12. Hernán García de la Rúa, hidalgo de Valverde |  |  |  |  |  |  |  |  |  |  |  |  |  |  |  |
| | |  |  |  |  |  |  |  |  |  |  |  |  |  |  |  |
| | |  |  |  |  |  |  |  |  |  |  |  |  |  |  |  |
| | 25. Mencía García del Rincón |  |  |  |  |  |  |  |  |  |  |  |  |  |  |  |
| | |  |  |  |  |  |  |  |  |  |  |  |  |  |  |  |
| | |  |  |  |  |  |  |  |  |  |  |  |  |  |  |  |
| | 6. Hernando de la Rúa, contador de la Real Hacienda |  |  |  |  |  |  |  |  |  |  |  |  |  |  |  |
| | |  |  |  |  |  |  |  |  |  |  |  |  |  |  |  |
| | |  |  |  |  |  |  |  |  |  |  |  |  |  |  |  |
| | 26. N. Ramírez |  |  |  |  |  |  |  |  |  |  |  |  |  |  |  |
| | |  |  |  |  |  |  |  |  |  |  |  |  |  |  |  |
| | |  |  |  |  |  |  |  |  |  |  |  |  |  |  |  |
| | 13. Leonor Ramírez y Álvarez de Herrera |  |  |  |  |  |  |  |  |  |  |  |  |  |  |  |
| | |  |  |  |  |  |  |  |  |  |  |  |  |  |  |  |
| | |  |  |  |  |  |  |  |  |  |  |  |  |  |  |  |
| | 27. N. Álvarez de Herrera |  |  |  |  |  |  |  |  |  |  |  |  |  |  |  |
| | |  |  |  |  |  |  |  |  |  |  |  |  |  |  |  |
| | |  |  |  |  |  |  |  |  |  |  |  |  |  |  |  |
| | 3. Isabel de Meneses Aguirre y de La Rúa (hermana de Francisco de Aguirre, IV gobernador interino de Chile y I gobernador del Tucumán)                                                                               |  |  |  |  |  |  |  |  |  |  |  |  |  |  |  |
| | |  |  |  |  |  |  |  |  |  |  |  |  |  |  |  |
| | |  |  |  |  |  |  |  |  |  |  |  |  |  |  |  |
| | 28. N. de Aguirre, señor del mayorazgo de Aguirre entre Vizcaya y Guipúzcoa |  |  |  |  |  |  |  |  |  |  |  |  |  |  |  |
| | |  |  |  |  |  |  |  |  |  |  |  |  |  |  |  |
| | |  |  |  |  |  |  |  |  |  |  |  |  |  |  |  |
| | 14. Rodrigo "Perucho" de Aguirre, jurado de los hidalgos de El Casar y alcaide vitalicio por los Reyes Católicos de los dos alcázares de Talavera de la Reina                                                        |  |  |  |  |  |  |  |  |  |  |  |  |  |  |  |
| | |  |  |  |  |  |  |  |  |  |  |  |  |  |  |  |
| | |  |  |  |  |  |  |  |  |  |  |  |  |  |  |  |
| | 29. NN |  |  |  |  |  |  |  |  |  |  |  |  |  |  |  |
| | |  |  |  |  |  |  |  |  |  |  |  |  |  |  |  |
| | |  |  |  |  |  |  |  |  |  |  |  |  |  |  |  |
| | 7. Constanza de Meneses y Aguirre, propietaria de tierras en El Casar |  |  |  |  |  |  |  |  |  |  |  |  |  |  |  |
| | |  |  |  |  |  |  |  |  |  |  |  |  |  |  |  |
| | |  |  |  |  |  |  |  |  |  |  |  |  |  |  |  |
| | 30. Francisco de Meneses y Toledo, caballero de la Orden de Santiago (sobrino nieto de Fernando Álvarez de Toledo y Herrera, I conde de Oropesa, y chozno de García Álvarez de Toledo y Meneses, I señor de Oropesa) |  |  |  |  |  |  |  |  |  |  |  |  |  |  |  |
| | |  |  |  |  |  |  |  |  |  |  |  |  |  |  |  |
| | |  |  |  |  |  |  |  |  |  |  |  |  |  |  |  |
| | 15. Isabel de Meneses y Cornejo (prima hermana de Pedro Alonso de Toledo, II marqués de Orellana la Vieja) |  |  |  |  |  |  |  |  |  |  |  |  |  |  |  |
| | |  |  |  |  |  |  |  |  |  |  |  |  |  |  |  |
| | |  |  |  |  |  |  |  |  |  |  |  |  |  |  |  |
| | 31. N. de Cornejo |  |  |  |  |  |  |  |  |  |  |  |  |  |  |  |
| | |  |  |  |  |  |  |  |  |  |  |  |  |  |  |  |
| | |  |  |  |  |  |  |  |  |  |  |  |  |  |  |  |